# Marjolijn Hof
Marjolijn Hof (Amsterdam, 1956) is een Nederlandse kinderboekenschrijfster.
Hoewel ze al op de basisschool een toneelstuk schreef, werd ze bibliothecaresse. Ze stopte echter in 1996 met dat werk en werd fulltime schrijfster. In 1999 kwam haar eerste boek uit, De bloem van de buurt. Voor het tv-programma Sesamstraat schreef ze verhaaltjes die geïllustreerd werden door Fransje Smit en Mylo Freeman.
Haar eerste boek voor basisschoolkinderen, Een kleine kans, is gepubliceerd in 2006. Het werd in 2007 bekroond met de Gouden Uil jeugdliteratuurprijs, de Gouden Uil Prijs van de Jonge Lezer en de Gouden Griffel. Het boek is in 2011verfilmd en uitgebracht onder de titel Patatje oorlog. Begin maart 2014 ontving ze voor haar boek De regels van drie de Woutertje Pieterse Prijs. Haar boek Lepelsnijder (2018) werd voor diezelfde prijs genomineerd. De kaarten van madame Petrova won in 2023 een Zilveren Griffel. De regels van drie stond in 2022 centraal tijdens de campagne Nederland Leest Junior. 
Ze gaf in mei 2019 de Annie M.G. Schmidtlezing.
Hof vertelde in een interview in NRC Handelsblad in 2019 dat empathie voor haar het sleutelwoord is bij het schrijven van jeugdboeken; vanuit empathie maakt zij contact met de personages in wie zij zich helemaal inleeft en tracht ze hun soms ambivalente motieven te achterhalen. Bij elk boek begint het schrijven met een zoektocht met de nodige nuances. Vervolgens onderzoekt zij wat er in kinderhoofden omgaat. In het interview zei ze: "In de kern gaan mijn verhalen over kinderen die worden geconfronteerd met situaties die ontstaan door wat volwassenen besluiten."
Hof is autistisch. Hier schreef ze over op haar website in augustus 2021. Ze had de diagnose enkele weken ervoor gekregen. In december 2021 vertelde ze over haar leven met autisme in de podcast Autisme ontrafeld van Sonja Silva.